# Hiroyuki Iketani
Hiroyuki Iketani ( n. ?) es un botánico japonés.
Sus publicaciones botánicas cubren la flora de Japón, y ha trabajado extensamente en la clasificación de muchas especies de la familia de las rosáceas, en especial del género Pourthiaea Decne..
Desarrolla su actividad científica en la "Escuela de Graduados de la Vida y Ciencias del Ambiente", Universidad de Tsukuba, en el Departamento de Fisiología de Árboles frutales y Genómica.

## Algunas publicaciones
- kyohei Hayashi, ko Shimazu, hideaki Yaegaki, masami Yamaguchi, hiroyuki Iketani, toshiya Yamamoto. 2008. Genetic diversity in fruiting and flower-ornamental Japanese apricot (Prunus mume) germplasms assessed by SSR markers. Breeding Sci. 58 ( 4): 401-410 resumen

- nobuko Mase, hiroyuki Iketani, yoshihiko Sato. 2007. Analysis of Bud Sport Cultivars of Peach (Prunus persica (L.) Batsch) by Simple Sequence Repeats (SSR) and Restriction Landmark Genomic Scanning (RLGS). J. Of The Japanese Soc. For Horticultural Sci. 76 ( 1): 20-27 resumen

- keita Suwabe, hikaru Tsukazaki, hiroyuki Iketani, katsunori Hatakeyama, masatoshi Kondo, et al.. 2006. Simple Sequence Repeat-Based Comparative Genomics Between Brassica rapa and Arabidopsis thaliana: The Genetic Origin of Clubroot Resistance. Genetics 173 ( 1): 309-319 resumen

- -------------------, hiroyuki Iketani, tsukasa Nunome, akio Ohyama, masashi Hirai, hiroyuki Fukuoka. 2004. Characteristics of Microsatellites in Brassica rapa Genome and their Potential Utilization for Comparative Genomics in Cruciferae. Breeding Sci. 54 ( 2): 85-90 resumen

- w. david Lane, hiroyuki Iketani, tateki Hayashi. 1998. Shoot regeneration from cultured leaves of Japanese pear (Pyrus pyrifolia). Plant Cell Tiss Org 181959 ( 1): 9-14

- hiroyuki Iketani, tohru Manabe, nagao Matsuta, tomoya Akihama, tateki Hayashi. 1998. Incongruence between RFLPs of chloroplast DNA and morphological classification in east Asian pear ( Pyrus spp.) Genetic Resources and Crop Evolution 45 ( 181220): 533-539

- La abreviatura «Iketani» se emplea para indicar a Hiroyuki Iketani como autoridad en la descripción y clasificación científica de los vegetales.[2]